# Hygrochroa hierax
Hygrochroa hierax är en fjärilsart som beskrevs av Paul Dognin 1924. Hygrochroa hierax ingår i släktet Hygrochroa och familjen silkesspinnare. Inga underarter finns listade i Catalogue of Life.